# Geistliche Verwaltung der Muslime Dagestans
Die Geistliche Verwaltung der Muslime Dagestans (russisch Духовное управление мусульман Дагестана / Duchownoje uprawlenije mussulman Dagestana; wiss. Transliteration Duchovnoe upravlenie musul'man Dagestana, Abk. ДУМД / DUMD (auch: ДУМ ДР / DUMDR)) ist die größte islamische Organisation in Dagestan. Ihr Sitz ist in der Hauptstadt Machatschkala. Die Geistliche Verwaltung der Muslime Dagestans regelt die Angelegenheiten aller muslimischen Gemeinden der Republik Dagestan, mit Ausnahme salafistischer Organisationen. Die Republik Dagestan stellt traditionell den größten Anteil an Mekka-Pilgern in der Russischen Föderation. Die Geistliche Verwaltung der Muslime Dagestans ist eine Teilorganisation der muslimischen Dachorganisation des Koordinierungszentrums der Muslime des  Nordkaukasus. Die DUMD ging nach dem Zerfall der Sowjetunion aus der in sowjetischer Zeit eingerichteten Geistlichen Verwaltung der Muslime des Nordkaukasus hervor. Achmad Magomedowitsch Abdulajew ist seit 1998 ihr geistliches Oberhaupt, und damit der Mufti bzw. Großmufti von Dagestan (siehe auch Liste von Muftiaten). Er ist Scheich der Schadhili- und Nakschibendi-Sufiorden. Sein Vorgänger Said Muhammad Abubakarow (1959–1998) starb bei einem Anschlag in der Hauptmoschee von Machatschkala. Ebenfalls bei einem Anschlag starb 2012 Scheich Said-Afandi Tschirkejski. 

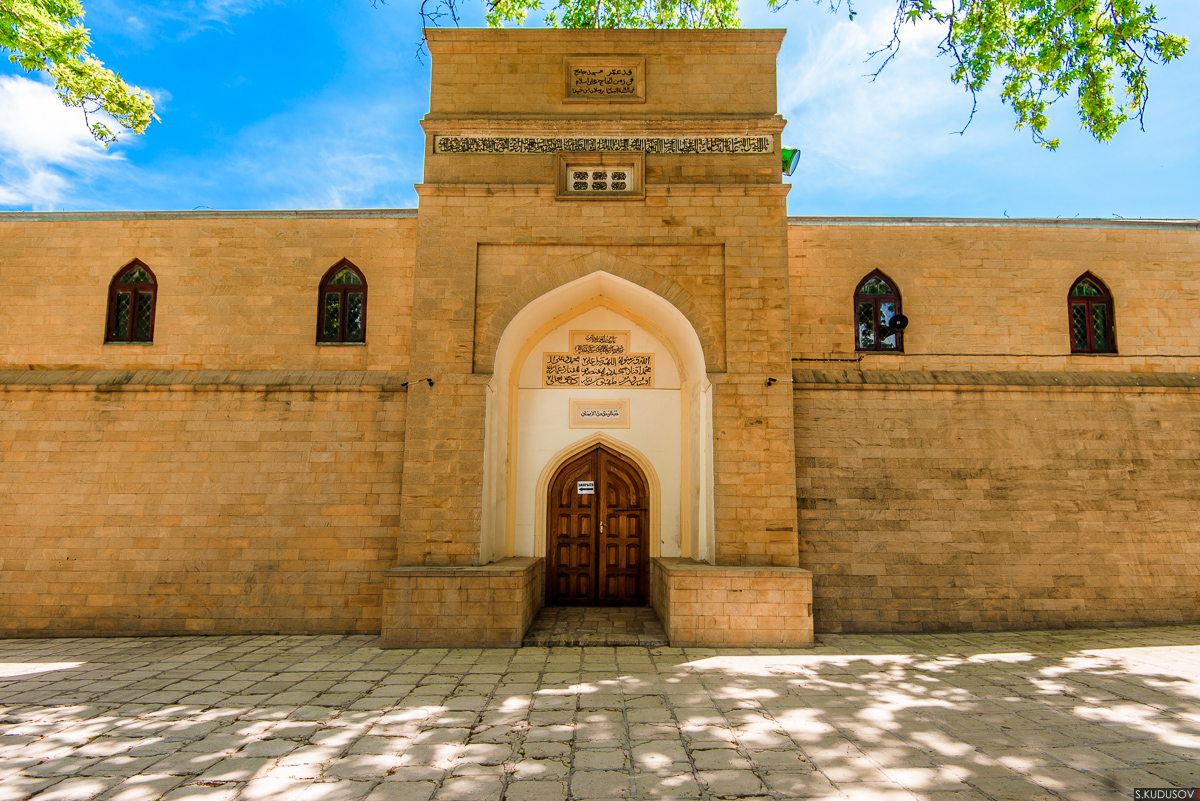
Freitagsmoschee von Derbent

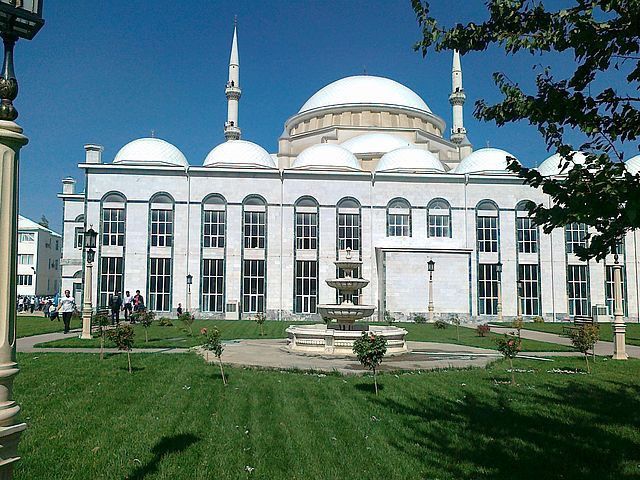
Hauptmoschee von Machatschkala

Populäre Bildungsinstitutionen sind die Islamische Universität Saifullah Kadi in Buinaksk (Rektor ist Arslanali Gamzatov, der Vorsitzende des Ulama-Rates der DUM Dagestan), die Nordkaukasische Islamische Universität Scheich Muhammad Arif. (Rektor: Achmad Magomedowitsch Abdulajew), die Universität Imam Schafi'i (in Machatschkala) und das Islamische Institut Nurul Irschad von Scheich Said Azajew im Dorf Tschirkei (Чиркей) im Rajon Buinaksk. Persönlichkeiten nach denen (höhere) islamische Bildungseinrichtungen benannt sind, sind zum Beispiel: Asch-Schāfiʿī, Abū l-Hasan al-Aschʿarī, an-Nawawī, Sajfullach-kadi Baschlarow  (gest. 1919), Saidbeg Daitow (1948–2001) und Scheich Muhammad Arif (1901–1976).
Zu den Publikationen der Geistlichen Verwaltung der Muslime Dagestans zählen die Zeitschrift Islam («Ислам»), die Zeitung As-Salam («Ас-Салам») ("in 8 Sprachen der Völker von Dagestan") und die Website islamdag.ru.